# Liste des représentants des États-Unis pour Hawaï
Depuis 1959, l'État d'Hawaï dispose de deux représentants à la Chambre des représentants des États-Unis.

## Délégation au 119econgrès (2025-2027)
| District et Nom | District et Nom | District et Nom | Dates du mandat                            | Parti     |
| --------------- | --------------- | --------------- | ------------------------------------------ | --------- |
| 1er district    | Ed Case         |                 | 3 janvier 2019 (6 ans, 2 mois et 20 jours) | Démocrate |
| 2e district     | Jill Tokuda     |                 | 3 janvier 2023 (2 ans, 2 mois et 20 jours) | Démocrate |

### Démographie

#### par parti politique
- deux démocrates

#### par sexe
- un homme
- une femme

#### par ethnicité
- un Blanc
- une Océanienne

#### par religion
- Christianisme non confessionnel : un

#### par âge
- De 40 à 50 ans : une
- De 70 à 80 ans : un

## Délégations historiques
| Congrès                  | Représentants                                  | Représentants | Représentants                             | Représentants |
| Congrès                  | Siège A                                        | Siège A       | Siège B                                   | Siège B       |
| ------------------------ | ---------------------------------------------- | ------------- | ----------------------------------------- | ------------- |
| 86e congrès              | Daniel Inouye (3 ans, 4 mois et 13 jours)      | D             | —                                         | —             |
| 87e congrès              | Daniel Inouye (3 ans, 4 mois et 13 jours)      | D             | —                                         | —             |
| 88e congrès              | Thomas Gill (2 ans)                            | D             | Spark Matsunaga (8 ans)                   | D             |
| 89e congrès              | Patsy Mink (6 ans)                             | D             | Spark Matsunaga (8 ans)                   | D             |
| 90e congrès              | Patsy Mink (6 ans)                             | D             | Spark Matsunaga (8 ans)                   | D             |
| 91e congrès              | Patsy Mink (6 ans)                             | D             | Spark Matsunaga (8 ans)                   | D             |
| Congrès                  | 1er district                                   | 1er district  | 2d district                               | 2d district   |
| 92e congrès              | Spark Matsunaga (19 ans)                       | D             | Patsy Mink (6 ans)                        | D             |
| 93e congrès              | Spark Matsunaga (19 ans)                       | D             | Patsy Mink (6 ans)                        | D             |
| 94e congrès              | Spark Matsunaga (19 ans)                       | D             | Patsy Mink (6 ans)                        | D             |
| 95e congrès              | Cecil Heftel (9 ans, 6 mois et 8 jours)        | D             | Daniel Akaka (13 ans, 4 mois et 13 jours) | D             |
| 96e congrès              | Cecil Heftel (9 ans, 6 mois et 8 jours)        | D             | Daniel Akaka (13 ans, 4 mois et 13 jours) | D             |
| 97e congrès              | Cecil Heftel (9 ans, 6 mois et 8 jours)        | D             | Daniel Akaka (13 ans, 4 mois et 13 jours) | D             |
| 98e congrès              | Cecil Heftel (9 ans, 6 mois et 8 jours)        | D             | Daniel Akaka (13 ans, 4 mois et 13 jours) | D             |
| 99e congrès (1985-1986)  | Cecil Heftel (9 ans, 6 mois et 8 jours)        | D             | Daniel Akaka (13 ans, 4 mois et 13 jours) | D             |
| 99e congrès (1986)       | vacant                                         | vacant        | Daniel Akaka (13 ans, 4 mois et 13 jours) | D             |
| 99e congrès (1986-1987)  | Neil Abercrombie (3 mois et 14 jours)          | D             | Daniel Akaka (13 ans, 4 mois et 13 jours) | D             |
| 100e congrès             | Pat Saiki (4 ans)                              | R             | Daniel Akaka (13 ans, 4 mois et 13 jours) | D             |
| 101e congrès (1989-1990) | Pat Saiki (4 ans)                              | R             | Daniel Akaka (13 ans, 4 mois et 13 jours) | D             |
| 101e congrès (1990)      | Pat Saiki (4 ans)                              | R             | vacant                                    | vacant        |
| 101e congrès (1990-1991) | Pat Saiki (4 ans)                              | R             | Patsy Mink (12 ans et 6 jours)            | D             |
| 102e congrès             | Neil Abercrombie (23 ans, 10 mois et 28 jours) | D             | Patsy Mink (12 ans et 6 jours)            | D             |
| 103e congrès             | Neil Abercrombie (23 ans, 10 mois et 28 jours) | D             | Patsy Mink (12 ans et 6 jours)            | D             |
| 104e congrès             | Neil Abercrombie (23 ans, 10 mois et 28 jours) | D             | Patsy Mink (12 ans et 6 jours)            | D             |
| 105e congrès             | Neil Abercrombie (23 ans, 10 mois et 28 jours) | D             | Patsy Mink (12 ans et 6 jours)            | D             |
| 106e congrès             | Neil Abercrombie (23 ans, 10 mois et 28 jours) | D             | Patsy Mink (12 ans et 6 jours)            | D             |
| 107e congrès (2001-2002) | Neil Abercrombie (23 ans, 10 mois et 28 jours) | D             | Patsy Mink (12 ans et 6 jours)            | D             |
| 107e congrès (2002)      | Neil Abercrombie (23 ans, 10 mois et 28 jours) | D             | vacant                                    | vacant        |
| 107e congrès (2002-2003) | Neil Abercrombie (23 ans, 10 mois et 28 jours) | D             | Ed Case (4 ans, 1 mois et 4 jours)        | D             |
| 108e congrès             | Neil Abercrombie (23 ans, 10 mois et 28 jours) | D             | Ed Case (4 ans, 1 mois et 4 jours)        | D             |
| 109e congrès             | Neil Abercrombie (23 ans, 10 mois et 28 jours) | D             | Ed Case (4 ans, 1 mois et 4 jours)        | D             |
| 110e congrès             | Neil Abercrombie (23 ans, 10 mois et 28 jours) | D             | Mazie Hirono (6 ans)                      | D             |
| 111e congrès (2009-2010) | Neil Abercrombie (23 ans, 10 mois et 28 jours) | D             | Mazie Hirono (6 ans)                      | D             |
| 111e congrès (2010)      | vacant                                         | vacant        | Mazie Hirono (6 ans)                      | D             |
| 111e congrès (2010-2009) | Charles Djou (7 mois et 11 jours)              | R             | Mazie Hirono (6 ans)                      | D             |
| 112e congrès             | Colleen Hanabusa (4 ans)                       | D             | Mazie Hirono (6 ans)                      | D             |
| 113e congrès             | Colleen Hanabusa (4 ans)                       | D             | Tulsi Gabbard (8 ans)                     | D             |
| 114e congrès (2015-2016) | Mark Takai (1 an, 6 mois et 17 jours)          | D             | Tulsi Gabbard (8 ans)                     | D             |
| 114e congrès (2016-2017) | Vacant                                         | Vacant        | Tulsi Gabbard (8 ans)                     | D             |
| 115e congrès             | Colleen Hanabusa (2 ans, 1 mois et 20 jours)   | D             | Tulsi Gabbard (8 ans)                     | D             |
| 116e congrès             | Ed Case (6 ans, 2 mois et 20 jours)            | D             | Tulsi Gabbard (8 ans)                     | D             |
| 117e congrès             | Ed Case (6 ans, 2 mois et 20 jours)            | D             | Kai Kahele (4 ans, 2 mois et 20 jours)    | D             |
| 118e congrès             | Ed Case (6 ans, 2 mois et 20 jours)            | D             | Jill Tokuda (2 ans, 2 mois et 20 jours)   | D             |